# Музей археологии Москвы
Музе́й археоло́гии Москвы́ — музей, посвящённый археологическим раскопкам на территории Москвы. Открытие состоялось в 1997 году, однако из-за плохого технического состояния здания в 2011-м была проведена масштабная реконструкция, продлившаяся до 2015 года. По состоянию на 2018 г. экспозиция состоит из более чем двух тысяч экспонатов и включает в себя предметы от эпохи палеолита до Нового времени, найденные во время археологических экспедиций на территории Москвы и Подмосковья. Музей входит в состав Музейного объединения «Музей Москвы».

## История

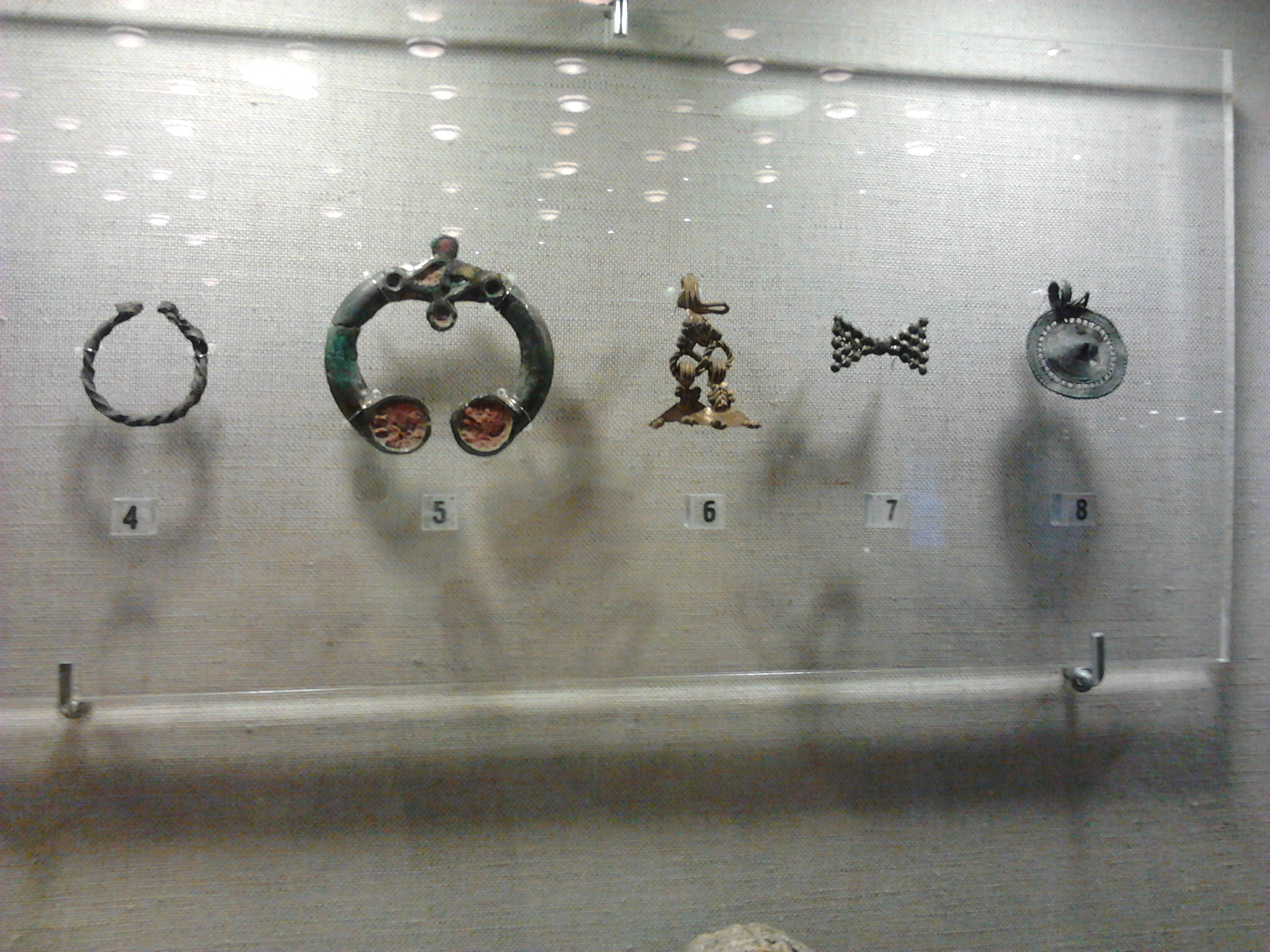
Экспозиция музея, 2017 год

Созданию музея предшествовали масштабные раскопки, проводившиеся Центром археологических исследований города Москвы под руководством археолога Александра Векслера с 1993 по 1997 год. В ходе работ был обнаружен глубокий культурный слой, достигавший более семи метров и насыщенный находками, относящимися к разным периодам истории города. В число найденных предметов вошли глиняная и стеклянная посуда, медные и серебряные монеты, предметы вооружения, украшения, детские игрушки, печные изразцы.
Во время раскопок археологи обнаружили фундаменты каменной застройки XVIII—XIX веков, деревянные мостовые, срубы домов и колодцев, трубы дренажной системы XVI—XVII веков. Выявленные находки позволили воссоздать планировку Занеглименья — древнего района Москвы, находившегося на берегу реки Неглинной.
Одной из главных находок стали каменные устои Воскресенского моста XVII—XVIII века. Мост возводился в 1740-м по проекту архитектора Петра Гейдена. Основания конструкции были выполнены из кирпича, в то время как облицовка — из белого камня. После пожара Москвы 1812 года, в освобождённом городе началась реализация плана реконструкции старой столицы. В рамках этого проекта Неглинная была переведена в коллектор, а Воскресенский мост был частично обрушен и засыпан землей. В течение 1980—90-х годов была раскрыта примерно четвёртая часть всего вероятного объёма моста, также благодаря проведённым в 1988 году археологическим исследованиям Института археологии АН СССР под руководством Сергея Чернова.
В январе 1996 года было принято решение о строительстве подземного археологического музея на Манежной площади. Одновременно с этим архитекторы Виктор Коршунов и Инесса Казакевич проводили в Мастерской № 13 института «Моспроект-2» работу по исследованию, фиксации и консервации сохранившихся фрагментов Вознесенского моста. В результате проведённых работ были музеефицированы наиболее ценные фрагменты памятника, вошедшие в пространство подземного музея.
Комплексный проект строительства музея был разработан в Мастерской № 11 института «Моспроект-2» под руководством Дмитрия Лукаева. Общестроительные работы по сооружению музея выполнялись фирмой «Москапстрой», а реставрационные — фирмой «Таргет» в течение 1996—1997 годов.
Открытие музея состоялось в 1997 году в качестве филиала музейного объединения «Музей Москвы» и было приурочено к 850-летию со дня основания столицы. Практически сразу после открытия у дома на Манежной площади были выявлены многочисленные технические нарушения, влияющие на сохранность экспонатов. В 2011-м здание было закрыто на реконструкцию, в ходе которой заменили инженерные сети, системы вентиляции, провели перепланировку внутренних помещений, а также обустроили автоматизированную систему контроля доступа.
Музей вновь открылся для посетителей в 2015 году. Многие залы были оборудованы компьютерной техникой, позволяющей воссоздать атмосферу той или иной эпохи.

## Экспозиция

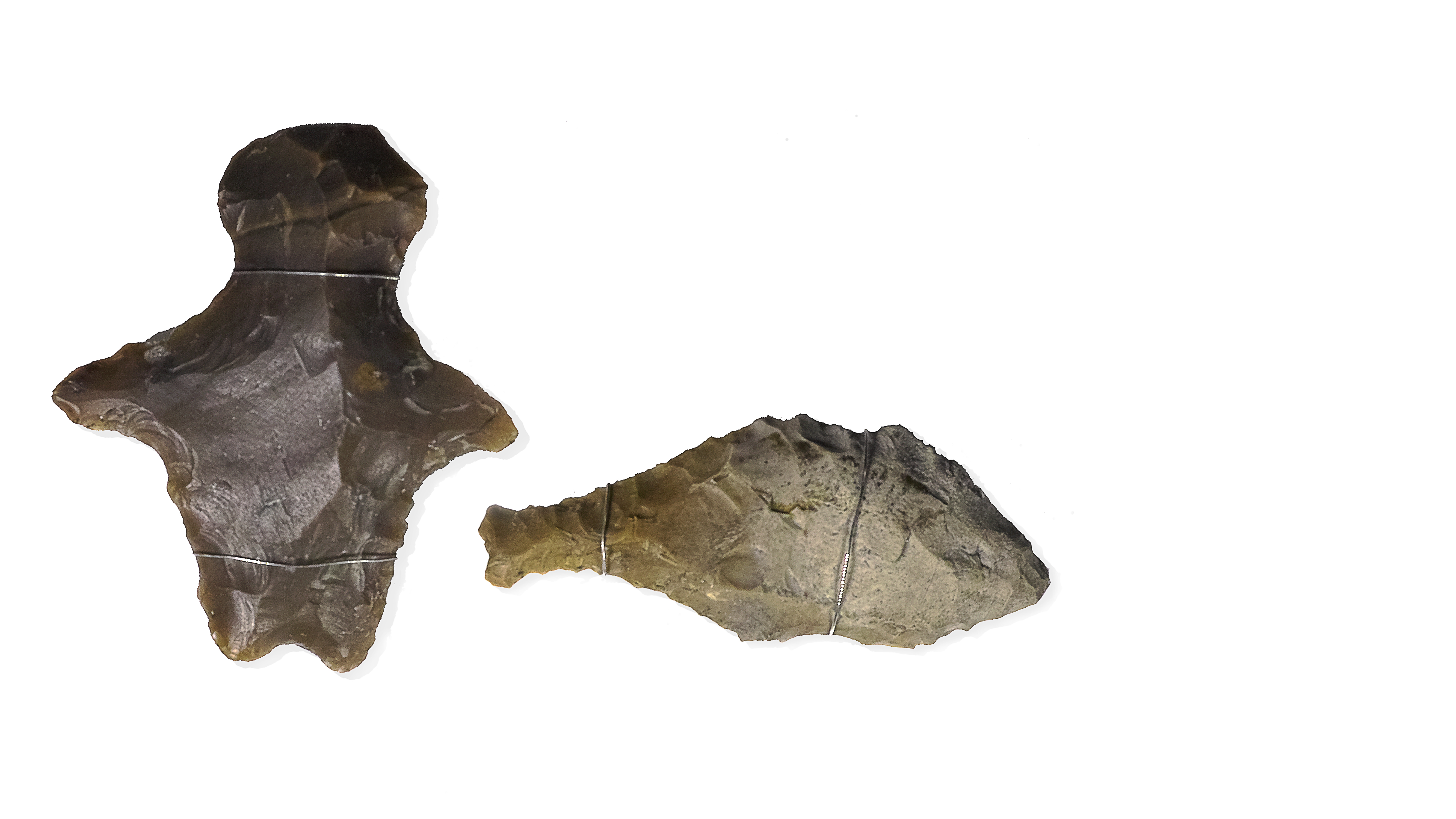
Неолитические фигурки со стоянки Воймежное, 2016 год

По состоянию на 2019 год коллекция насчитывает более двух тысяч предметов. В музее экспонируются находки периода палеолита, мезолита и неолита. В число наиболее известных экспонатов входят сделанные из кремня неолитические фигуры, найденные при раскопках стоянки Воймежное, а также предметы дьяковской археологической культуры раннего железного века. Отдельные витрины посвящены найденным в разное время в Старом Гостином дворе и Ипатьевском переулке кладам. Последний состоит из 3397 серебряных монет, относящихся к периоду правления Филиппа II и Филиппа IV. Также в коллекцию входят предметы из стекла и фарфора: аптечные пузырьки, вазы, рюмки, столовые приборы и рабочие инструменты, игры XVIII—XIX веков: свистульки, погремушки, мячи, изделия из керамики, а также печные и фасадные изразцы.
В отдельном зале проводятся тематические выставки, посвященные московской археологии. Так, в 2015-м году в рамках выставки «Следопыты земли московской» были представлены дневники археологов и используемые во время экспедиций инструменты. В 2016-м в музее открылась временная экспозиция «Москва до москвичей», посвящённая дьяковской археологической культуре, а в 2017 году прошла выставка «Горизонты истории. Раскопки на Манежной площади 1993—1997 гг.». Более 550 повседневных предметов были показаны на выставке «Красота повседневности», прошедшей в 2018 году.